# Zulema (Alcalá del Júcar)
Zulema es una aldea española perteneciente al municipio de Alcalá del Júcar, en la provincia de Albacete, dentro de la comunidad autónoma de Castilla-La Mancha. En 2020 contaba con 27 habitantes según los datos oficiales del INE. Su economía agraria está basada en la vid y el cereal.

## Administración
Aldea del término municipal de Alcalá del Júcar cuyo ayuntamiento designa un delegado municipal o concejal para la gestión de los asuntos propios de la aldea.
Pertenece al partido judicial de Casas-Ibáñez.

## Geografía

### Ubicación
Zulema se ubica en la planicie enmarcada por los valles de los ríos Júcar y Cabriel, en el límite noreste de la provincia de Albacete, comarca de La Manchuela. Dista 64 km de la capital provincial, Albacete y 11 km de la cabeza del municipio, Alcalá del Júcar.

### Medio físico
La localidad se emplaza en un llano suavemente ondulado, aprovechando una ligera pendiente que posibilita el drenaje de las aguas de lluvia.
El entorno inmediato de la aldea carece de aguas en superficie desde la desecación del lavajo ("abajo" en el habla local) que sirvió durante siglos como lavadero local y abrevadero de ganado.
En estado natural el acuífero de La Mancha Oriental y las corrientes subterráneas asociadas a éste permiten obtener agua de veneros superficiales a profundidades que en algún caso rondan los 4 m de profundidad. El descenso motivado por la explotación de la reservas del acuífero ha motivado un descenso del nivel freático, la desecación de los antiguos pozos de abastecimiento y la desecación del lavajo.
En situaciones de lluvias anormalmente torrenciales se genera una torrentera ("locino" en habla local) al límite SE de la aldea que recoge parte del drenaje de aguas de la aldea y del llano y ciñéndose a las ondulaciones del entorno discurre en dirección S aproximadamente, el agua así conducida suele desaparecer por infiltración sin llegar a desembocar en un curso de agua estable o encauzarse y quedando en situaciones excepcionales acumulada en las depresiones del terreno hasta su infiltración y evaporación.

### Medio natural
El entorno natural de la aldea es un paisaje fuertemente humanizado como consecuencia de las explotaciones agrarias. 
Son propias de la zona especies vegetales y animales silvestres propias de los pisos bioclimáticos termo y mesomediterráneo, muchas de las cuales son objeto de aprovechamiento humano.

## Demografía
Zulema contaba con 27 habitantes a 1 de enero de 2020, según las cifras oficiales del Instituto Nacional de Estadística.
Como otras aldeas del municipio de Alcalá del Júcar, cuenta con un contingente de población flotante superior a su población de derecho formado por población emigrada y descendientes directos que retorna en periodos vacacionales, festivos o fines de semana, siendo la aldea núcleo de segunda residencia para la mayor parte de esta población.

## Historia
Su nombre es de origen musulmán aunque no haya podido precisarse el origen de la aldea. Tal vez quedó despoblada y debió resurgir como resultado del impulso repoblador de la villa de Alcalá del Júcar hacia los territorios de su alfoz situados al norte del río Júcar. Las primeras noticias escritas aparecen en el siglo XVI momento en el que tenía ya un pequeño contingente de población estable compuesta por seis familias en 1579.

### La leyenda de la princesa Zulema
Una leyenda popular, posiblemente variante de otras arraigadas en el romancero castellano habla de como la bella Zulema, princesa cristiana es pretendida por el moro Garadén que la retiene en el castillo de Alcalá del Júcar con el fin de hacerle renunciar a su fe y desposarla. Para escapar a su destino la bella Zulema se suicida arrojándose al vacío al grito de "¡cristiana yo, o a la tumba fría!" 
Una segunda variante habla de los amores prohibidos de la bella mora Zulema con una caballero cristiano, para huir de la ira de su padre huyen y se establecen en el actual emplazamiento de la aldea.
Es complicado precisar hasta que punto son antiguas estas leyendas o el grado de deformación sufrido por las mismas. La primera parece tener correlación con determinados romances del romancero castellano y la segunda con base también en el romancero castellano parece un intento de explicación pseudohistórica del origen de la aldea. Ambas deben ser tenidas como meras leyendas, con paralelos en otras regiones de la Corona de Castilla y cuya base real es cuestionable, no pudiendo ser consideradas como hechos históricos probables.

## Economía
Economía agropecuaria basada en el cultivo de la vid y el cereal en régimen extensivo y de secano principalmente junto con otros cultivos complementarios tales como legumbres.
Son cultivos predominantes en la actualidad: 
- La vid, con destino a la producción vinícola y comercializada a través de diversas cooperativas agrarias de la comarca con rumbo al mercado español e internacional. La puesta en circulación del vino elaborado se realiza bien a granel bien a través de la Denominación de Origen Manchuela con una amplia red de cooperativas adheridas.
- La cebada.
- El trigo.

En menor medida se cultiva girasol, yeros o lentejas, igualmente podemos encontrar almendros, olivos, y en menor medida diversos frutales y hortalizas con destino al consumo doméstico.
La ganadería tiene un papel secundario en la economía local, reduciéndose a una única explotación de ovejas en régimen de semi-estabulación.
La avicultura, que tuvo un papel importante en la economía doméstica local se ha ido abandonando por su escasa rentabilidad o por las restricciones impuestas por la legislación sanitaria. Destacó la cría de palomas de tiro con destino a las competiciones de tiro de pichón.
En la localidad no existe sector secundario. La producción agraria se canaliza para su transformación hacia cooperativas y bodegas de las poblaciones vecinas.
Dentro del sector servicios la hostelería ha repuntado en los últimos años con la apertura de dos casas rurales vinculadas al turismo activo y de aventura en el río Júcar.

## Infraestructuras y transporte

### Dotación de servicios
Servicios sanitarios:
- Consultorio médico local (contiguo al Centro Social).
- Farmacia-Botiquín dependiente de la farmacia de Alborea.

Servicios socioculturales:
- Centro social polivalente (C/ Iglesia, frente al parque).
- Salón de actos.

Parques públicos:
- Parque público de "la Placeta".
- Parque público de la calle Olmo.

Instalaciones deportivas:
- Campo descubierto de fútbol-sala.

### Transporte
- Acceso a la aldea por la carretera B-15 (Zulema-Alborea). Enlace a la N-322 en Alborea.
- Acceso a la aldea por la carretera B-16 (Casas de Ves-Las Eras).
- Parada de autobús interurbano.

## Religión
Tradicionalmente católica.
El servicio religioso católico se proporciona en la iglesia de San Isidro, que forma parroquia junto a las de las poblaciones de Alborea, Las Eras y Villatoya. La parroquia forma parte en la actualidad del arciprestazgo de La Manchuela y del Obispado de Albacete.

## Cultura y deporte

### Lengua, dialecto y habla popular
El habla local, al igual que en las localidades de su entorno es el dialecto de la Lengua Castellana conocido como Castellano Meridional, con influencias lingüísticas del Valenciano que se manifiestan en valencianismos de uso común (p. ej. "bajoca" = judía, "pernil" = jamón, "puma" = especie de ciruela roja ovalada, "olivera" = olivo, etc.) que desaparecen según nos alejemos del límite provincial.

### Asociaciones culturales
- Asociación El Lavajo. Creada en 2015 para asumir la gestión del centro social polivalente y tomar el relevo en la organización de actividades socioculturales a la extinta Asociación Trigo Limpio y al grupo organizador de actividades juveniles y de la Fiesta de Verano. 
- Asociación de mujeres Trigo Limpio (disuelta). Se trataba de una entidad creada con el fin de reforzar el papel de la mujer en el medio rural y de dinamizar la vida sociocultural de la aldea por medio de actividades específicas de formación y promoción de la mujer y actividades generales destinadas a organizar actividades socioculturales para todos los públicos. La asociación fue la entidad organizadora de la verbena de San Isidro y de diversas actividades del programa de fiestas patronales.
- "Organización de actividades infantiles". Colectivo vecinal informal que asumió la elaboración del programa de actividades infantiles y juveniles de las fiestas patronales entre 2008 y 2014 así como la implantación y organización de la "Fiesta de Verano" desde el año 2009. El grupo o peña no tenía nombre oficial ni se constituyó en asociación. En la actualidad se espera que las actividades organizadas por el colectivo se canalicen de manera formal a través de la asociación El Lavajo, de reciente creación.

### Clubes deportivos
La única entidad deportiva de la localidad fue el club de ciclismo de montaña BTT Zulema Extrema, de categoría amateur. El club, constituido en el año 2009 y disuelto en 2012 organizaba salidas y rutas cicloturistas y colaboraba en la organización de pruebas y actividades deportivas en torno al ciclismo todoterreno.
El club competía, representado por algunos de sus ciclistas, en pruebas del Circuito Provincial de BTT de Albacete. 
El uniforme oficial del club era: maillot azul celeste con franja lateral amarilla y culotte negro con franja lateral amarilla.

### Deporte popular
- Las bochas:

Se mantiene en la aldea la costumbre de disputar partidas ocasionales de bochas, si bien la bocha castellana de madera se ha visto sustituida en las últimas décadas por bolas metálicas de petanca francesa a causa de la mayor facilidad de adquisición por ser el modelo comercializado de forma habitual. Las partidas se desarrollan sobre un terreno de juego relativamente plano, pero no uniforme, cuya delimitación se establece por acuerdo entre los participantes siendo habitual que la partida se desarrolle entre dos equipos de dos personas.
- El dominó:

Existe en la aldea, así como en su entorno, una notable tradición en la práctica de este juego, que en las modalidades de "dominó" y "porras" es un destacado pasatiempo para las horas de ocio. La práctica de este juego, vinculado desde antaño a las reuniones sociales masculinas, se circunscribe exclusivamente a los hombres, sin que exista pese a ello ninguna limitación o impedimento a su práctica por mujeres.

## Turismo

### Patrimonio, monumentos y lugares de interés
Destaca la iglesia de San Isidro Labrador, antigua ermita de la Purísima Concepción. Se trata de una modesta construcción en planta de cruz con falsa bóveda sustentada en arcos fajones, reformada varias veces a lo largo de su historia. Se accede a su interior a través de un arco impostado cerrado con una puerta tachonada de doble hoja. La campana de aviso se sustenta en una espadaña sencilla colocada como remate de la fachada. 
La primera noticia sobre la iglesia data de 1601 aunque el edificio debe tener una antigüedad mayor y pudo ser construido tal vez en algún momento del siglo XVI. No se conserva en la actualidad ni la imaginería ni el mobiliario antiguos, tampoco el púlpito, pero sí el coro y la inscripción mural conmemorativa de una reforma completada en 1801 con trampantojos murales arquitectónicos de difícil atribución, pero que tal vez fuesen obra de Pedro Alfonso Fernández y que hoy quedan ocultos bajo una capa de pintura blanca.

### Folclore, costumbres y eventos
- Fiestas Mayores del 13 al 15 de mayo en honor a su patrón San Isidro Labrador.
- Hogueras de San Antón: 17 de enero.
- Fiesta de Verano: fecha variable sobre la primera quincena de agosto.
- Corpus Christi (celebración variable según el calendario pascual), celebrado con altares espontáneos, confeccionados por los vecinos a la puerta de sus casas.
- Hogueras de la Virgen, en honor de la antigua patrona de la aldea, la Purísima Concepción, celebradas la noche del 7 de diciembre.
- Purísima Concepción: 8 de diciembre (antigua patrona de la localidad).

### Datos de interés
La aldea tiene una orientación residencial y agropecuaria siendo su principal atractivo la accesibilidad y la buena red de carreteras. Se encuentra además estratégicamente situada en las inmediaciones del valle del Júcar y del Cabriel, muy cerca de las Villas de Ves, Jorquera y Alcalá del Júcar, espacios de interés cultural y natural que constituyen la punta de lanza del turismo en la comarca de La Manchuela y que son uno de los principales referentes del turismo en la provincia de Albacete. Igualmente la aldea se encuentra próxima a los establecimientos balnearios del entorno de Villatoya y a las Zonas de Especial Protección para las Aves "Hoces del Cabriel" y "Hoces del Júcar".